# ایستگاه مبلغان آلامو
ایستگاه مبلغان آلامو یا ایستگاه مبلغان سن آنتونیو (به اسپانیایی: San Antonio de Valero Mission) مکانی تاریخی در شهر سن آنتونیو در ایالت تگزاس آمریکا است.

## تاریخچه
جنگ بین قوای تگزاس و ارتش مکزیک در این قلعه صورت گرفت. آلامو سابقاً یک بنای ساخته شده مبلغان مسیحی بود.
در این نبرد (که به نبرد آلامو مشهور است) که با محاصره قلعه توسط ارتش مکزیک صورت گرفت، تمامی قوای آمریکایی پس از چند روز مقاومت، تار و مار و نابود گردیدند. دیوی کراکت (قهرمان ملی آمریکا) نیز در زمره کشته شدگان بود.
اما متعاقباً نیروهای کمکی آمریکایی بودند که به فرماندهی ژنرال سام هوستون مکزیکی‌ها را در نبرد سان جاسینتو به زانو درآورده و تگزاس را از الحاق به مکزیک نجات دادند.
این واقعه را جنگ آلامو، و شهر هیوستون به افتخار فرمانده نیروهای آمریکایی در این جنگ را «هیوستون» نام گذاری نمودند.
امروزه باقی‌مانده بنای یادبود قلعه آلامو سالانه میلیون‌ها گردشگر به خود می‌بیند و تاکنون چندین فیلم در هالیوود از روی این واقعه به پرده نمایش درآمده‌است.

## نگارخانه

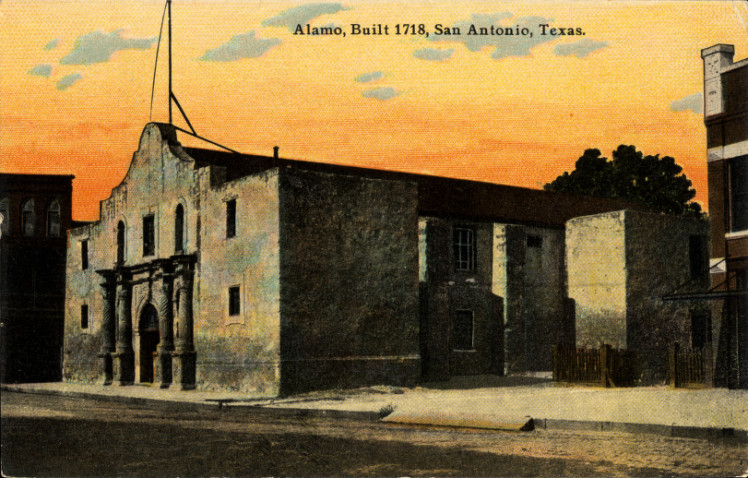
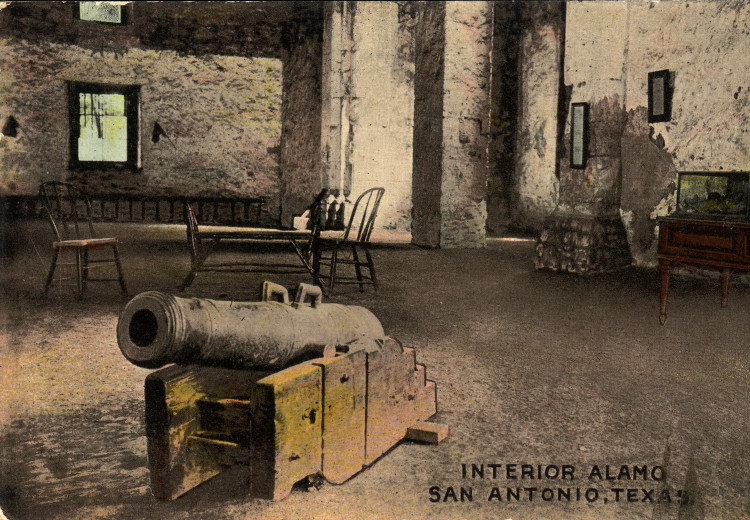
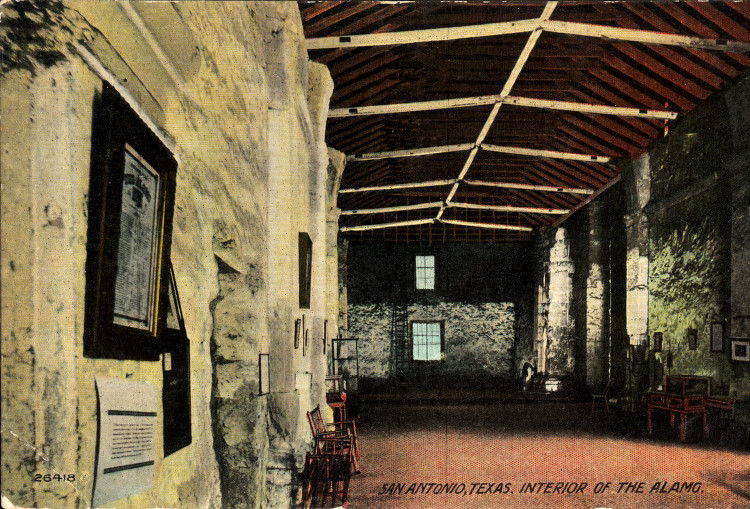
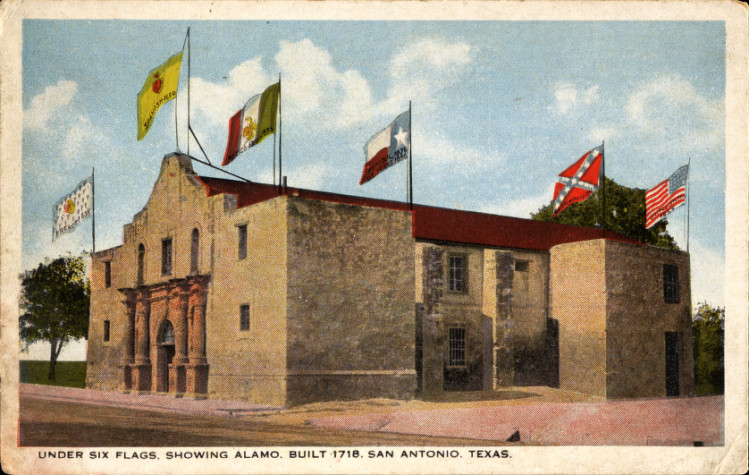